# ポルトガル領ギニア

ポルトガル領ギニア
Guiné Portuguesa (ポルトガル語)

国歌: Hymno Patriótico（ポルトガル語）
（1808年 - 1826年）
Hino da Carta（ポルトガル語）
イーノ・ダ・カルタ（1826年 - 1911年）

A Porutugesa（ポルトガル語）
ポルトガルの歌（1911年 - 1974年）
ポルトガル領ギニアの位置

ポルトガル領ギニア（ポルトガルりょうギニア、ポルトガル語: Guiné Portuguesa）は、1588年からギニアビサウが独立を獲得した1974年9月10日まで、ポルトガルが西アフリカに領有していた植民地である。

## 歴史

1500年代に独占的な奴隷交易を行なっていた勅許会社のギニア会社の旗

ポルトガル領となる前は西アフリカの伝統王国の一部で、ナウラ族などが塩の交易と稲作を行なっていたが、1446年にポルトガル王国がこの地域一帯の領有を宣言した。1450年頃に金、奴隷などの交易品を求めて西アフリカ沿岸を航海したポルトガルの探検家ヌノ・トリスタンがこの地域に到達した。カアブ帝国（1537年-1867年）が成立した。
1600年代には、地元の民族も加担する中でポルトガルをはじめ、フランス、イギリス、スウェーデンなどのヨーロッパ諸国による西アフリカ沿岸での奴隷交易が盛んになった。アフリカ大陸から取引された奴隷の数を正確に知ることは不可能だが、現在ではその数は約1,000万人と推定されており、そのうちの約37%がポルトガルによりブラジル植民地へと連れていかれたものといわれている。ギニアビサウのカシェウは西アフリカで最も大きな奴隷市場のひとつであった。1687年にはビサウがポルトガル領ギニア植民地の交易拠点として建設された。19世紀に入り奴隷制が廃止されて以降、奴隷交易は廃れていったが、小規模な非合法な奴隷交易は存続していた。
ポルトガルは4世紀もの間この地域を支配していたが、植民地内陸部は他のヨーロッパの国に分割されていった。植民地の主要商業拠点であったカザマンス川流域を含めた領域がフランス領西アフリカの一部（現在のセネガル南部に相当する）となった。また、イギリスがボラマ島の植民地化を試み、ポルトガルとの間で戦争直前の危機となり、アメリカ合衆国のユリシーズ・S・グラント大統領の仲裁により、ポルトガルの領有と決定した。
19世紀後半まで行政上ポルトガル領ギニアは大西洋上のカーボベルデ植民地の一部であったが、1879年にギニアは単独の植民地となった。20世紀に入るとポルトガルは沿岸のイスラム教徒の民族の力を借り、内陸部のアニミストの排疎運動を始めた。しかし、内陸部及び離島地域の植民地支配は混迷し、ビジャゴ諸島が完全に政府支配下になるのは1936年以降であった。1942年にビサウが植民地の首都となった。
1951年に、アフリカにおける植民地帝国の維持を望んだアントニオ・サラザール政権のポルトガルの植民地法の改正により、ポルトガルの全海外植民地は法的に植民地からポルトガルの海外州となったが、その後も各植民地の統治の実態に大きな変化はなかった。アミルカル・カブラルによればポルトガル領だった植民地時代のギニア、アンゴラ、モザンビーク、各植民地の非識字率は99%に達していた。
1956年にアミルカル・カブラルが、ギニア・カーボベルデ独立アフリカ党（PAIGC）を結成し、ポルトガル領ギニアの独立運動が始まる。PAIGCはそれまでは比較的穏健な団体であったが、1959年8月3日にビサウでストライキを起こした労働者がポルトガル軍によって殺害されたピジギチ虐殺以降、カブラルは農村を部隊にした武装闘争によるギニアビサウの解放を路線として打ち出し、1963年からポルトガル政権に対して独立戦争を開始した（ギニアビサウ独立戦争）。

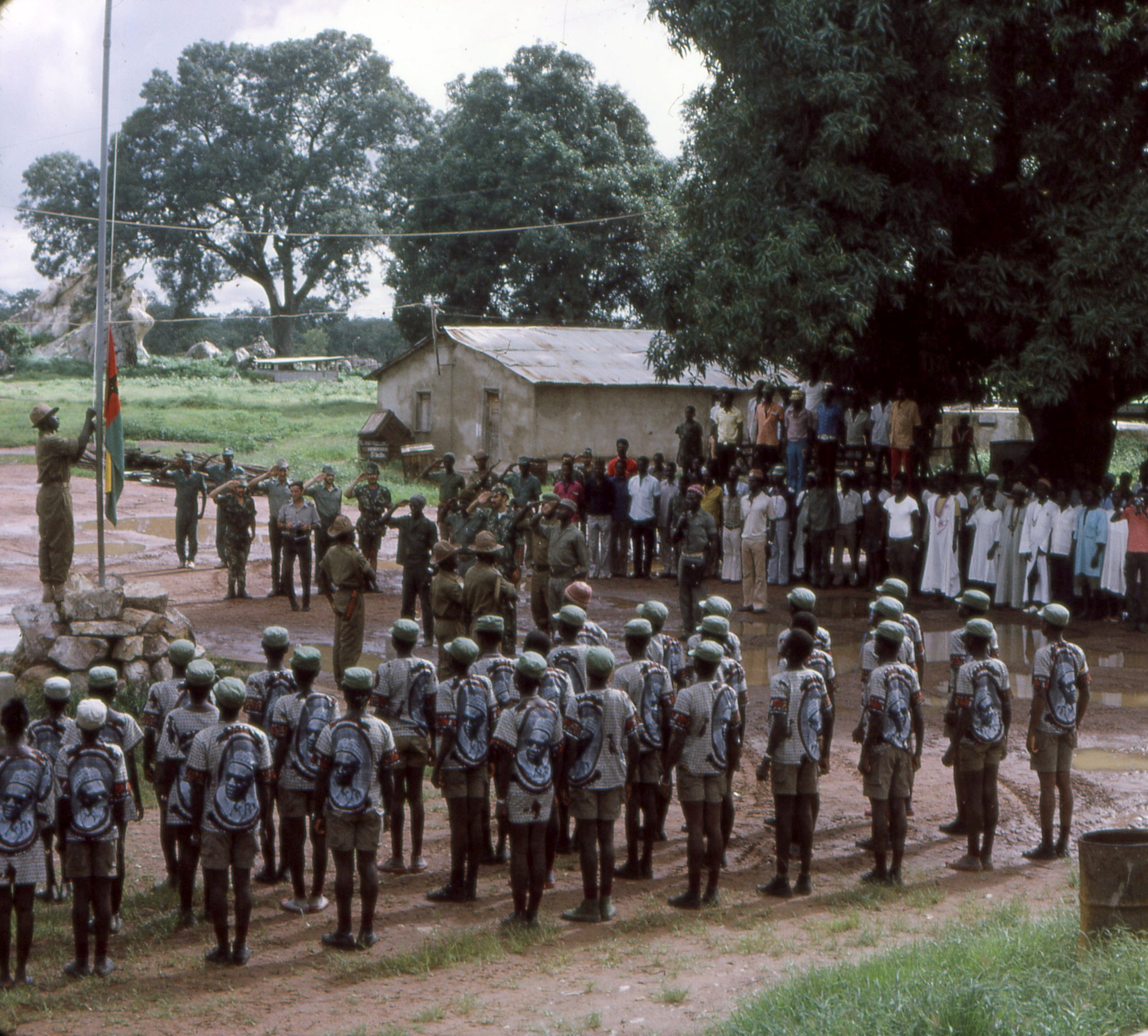
ギニアビサウの国旗を掲揚するPAIGCの兵士たち（1974年）。

PAIGC軍は東側諸国、特にキューバの支援を受けてゲリラ戦を展開し、解放区を拡大しながらポルトガル植民地政府がそれまで手を着けずにいた医療や教育を普及させた。1968年11月には総督アントニオ・デ・スピノラ将軍がマルセロ・カエターノ新首相に軍事的勝利は不可能であると報告した。1970年にはポルトガル側がアミルカル・カブラルやセク・トゥーレの暗殺を謀って緑海作戦を行ったが、これは失敗した。PAIGCの指導者カブラルは1973年1月に暗殺されたが、この頃には既にPAIGCによって国土の3/4が解放されており、同年9月24日にPAIGCはマディナ・ド・ボエでギニアビサウ国（1977年、ギニアビサウ共和国に改称）の独立を宣言した。
一方、ギニアで戦うポルトガル軍の兵士や若手将校の間にも、PAIGCによる民生の向上などを目の当たりにする内に植民地戦争への疑念が芽生えており、同年9月にはギニアで勤務した軍人を中心に軍内に「大尉運動」が創設された。まもなく大尉運動は「国軍運動」（MFA）と名を改め、MFAは1974年4月25日のカーネーション革命の実行部隊となった。カーネーション革命によるポルトガルのエスタド・ノヴォ体制崩壊に伴い、PAIGCとポルトガル政府との間で独立交渉がもたれた。1974年9月10日にギニアビサウの独立がポルトガルの新政権によって承認され、1973年に暗殺されたアミルカルの弟であるルイス・カブラルが初代大統領に就任した。